# Kabhi Kabhie
Kabhi Kabhie (Alternativer Titel: Kabhi Kabhie – Love is Life; Hindi कभी कभी kabhī kabhī; übersetzt: Manchmal) ist ein erfolgreicher und preisgekrönter Hindi-Film von Yash Chopra aus dem Jahr 1976, den er unter seiner eigenen Produktionsfirma Yash Raj Films produziert hat.

## Handlung
Amit Malhotra widmet sich in seinen jungen Jahren der Poesie. Bei seinem Publikum kommen seine gefühlvollen Gedichte gut an sowie auch bei Pooja. Sie verlieben sich ineinander, werden jedoch bald aus ihrer Traumwelt herausgerissen. Poojas Ehe wird arrangiert und sie heiratet den Architekten Vijay Khanna. Obwohl Amit ihrer arrangierten Ehe zugestimmt hat, bricht für ihn die Welt zusammen und er gibt die Poesie auf, heiratet Anjali und wird Unternehmer. Doch vergessen kann er seine Liebe nicht.
20 Jahre vergehen und Pooja und Vijay sind Eltern des nun erwachsenen Vickram alias Vicky. Der ist nun in Pinky verliebt. Als die Rede von einer Hochzeit ist, beichtet Pinkys Mutter Shobha, dass sie nicht ihre leibliche Mutter ist und nur adoptiert wurde.
Deshalb macht sich Pinky auf die Suche nach ihrer leiblichen Mutter. Ihrer Information nach steht sie nun vor der Haustür ihrer Mutter Anjali, die Ehefrau von Amit. Anjali ist schockiert und schleust sie nur als entfernte Verwandte ins Haus ein.
Nach und nach erfährt Pinky von der Vergangenheit ihrer Mutter: Die junge Anjali war verlobt, als ihr Verlobter bei einem Flugzeugunglück ums Leben gekommen ist und Anjali schwanger hinterließ. Gezwungenerweise musste sie Pinky weggeben. Selbst Amit hat nicht von dieser Vergangenheit gewusst, bis Anjali ihm alles beichtet.
Es kommt auch bald Amit und Poojas alte Liebe zur Sprache, nachdem Vijay dahintergekommen ist. Amit ist sauer, sodass Anjali sogar an Trennung denkt. Unter der Bevorzugung von Pinky hat auch Amits und Anjalis gemeinsame Tochter Sweety gelitten, die sich unwissend in Pinkys Verlobten Vicky verliebt hat.
Nach einigen Vorfällen kommt es zur Versöhnung und das Glück wird mit Pinkys und Vickys Hochzeit abgerundet.

## Musik
| Liedtitel          | Sänger                                      |
| ------------------ | ------------------------------------------- |
| Kabhi Kabhie       | Mukesh                                      |
| Kabhi Kabhie       | Mukesh, Lata Mangeshkar                     |
| Main Pal Do Pal Ka | Mukesh                                      |
| Main Har Ek Pal Ka | Mukesh                                      |
| Pyar Kar Liya      | Kishore Kumar                               |
| Tere Chehre Se     | Kishore Kumar, Lata Mangeshkar              |
| Tere Phoolon Jaisa | Kishore Kumar, Lata Mangeshkar              |
| Mere Ghar Aayi     | Lata Mangeshkar                             |
| Surkh Jode Ki      | Lata Mangeshkar, Pamela Chopra, Jagjit Kaur |

Die Liedtexte zur Musik von Khayyam schrieb Sahir Ludhianvi. Die von Mukesh gesungene Version des Titelsongs Kabhi kabhie mere dil main khayal ata hai war das erfolgreichste Lied des Films und prägte die Erinnerung an Kabhi Kabhie.

## Auszeichnungen
Filmfare Award 1977
- Filmfare Award/Bester Dialog an Sagar Sarhadi
- Filmfare Award/Bester Playbacksänger an Mukesh  für den Song Kabhi Kabhie
- Filmfare Award/Beste Musik an Khayyam
- Filmfare Award/Bester Liedtext an Sahir Ludhianvi für den Song Kabhi Kabhie

Nominierungen
- Filmfare Award/Bester Hauptdarsteller an Amitabh Bachchan
- Filmfare Award/Bester Film an Yash Chopra
- Filmfare Award/Beste Regie an Yash Chopra
- Filmfare Award/Beste Hauptdarstellerin an Raakhee Gulzar
- Filmfare Award/Bester Nebendarsteller an Shashi Kapoor
- Filmfare Award/Beste Nebendarstellerin an Waheeda Rehman
- Filmfare Award/Beste Story an Pamela Chopra

## Sonstiges
- Shashi Kapoor spielt in dem Film den Vater von Rishi Kapoor. Im wirklichen Leben ist er sein Onkel väterlicherseits.
- Rishi Kapoor und Neetu Singh verliebten sich während der Dreharbeiten und haben 1980 geheiratet.[3]